# Изыльметьев, Фёдор Дмитриевич
Фёдор Дмитриевич Изыльметьев (1832—1900) — военный деятель, начальник Технического училища Морского ведомства, генерал-лейтенант.

## Биография
Изыльметьев Фёдор Дмитриевич родился 5 июня 1832 года. Из дворян.
2 марта 1843 года поступил кадетом в Морской корпус. 31 августа 1849 года произведён в гардемарины, с 1 сентября 1849 года — унтер-офицер. В 1850—1853 годах проходил службу на линейных кораблях «Выборг», «Ингерманланд», «Красной», фрегатах «Паллада», «Отважность» и корвете «Князь Варшавский», крейсировал в Балтийском море.
7 августа 1851 года произведён в мичманы. Учился в Офицерском классе Морского кадетского корпуса.
28 апреля 1854 года произведён в чин лейтенанта, служил на линейном корабле «Бородино» и фрегате «Кастор» Балтийского флота. Участник Крымской войны 1853—1856 годов, находился на северном кронштадтском фарватере при защите г. Кронштадта от нападения кораблей англо-французского флота.
С 1855 года служил в Морском кадетском корпусе по учебно-воспитательной части, был командиром 3-й роты. 19 марта 1856 года зачислен в штат корпуса. На кораблях «Прохор» и «Лефорт» плавал с воспитанниками корпуса в Балтийском море. В 1857—1861 годах находился с воспитанниками в Ораниенбаумском лагере. В 1863 и 1864 годах на фрегате «Кастор» и корвете «Баян» плавал с воспитанниками на Балтике.
1 января 1865 года произведён в капитан-лейтенанты. 1 января 1873 года произведён в капитаны 2 ранга, а 1 января 1877 года — капитана 1 ранга, с 1875 — командир 2-й роты, с 1882 года командовал Гардемаринской ротой, с 1885 являлся членом Конференции Николаевской Морской Академии.
31 августа 1886 года был назначен начальником Технического училища Морского ведомства, 5 апреля 1887 года произведён за отличие в генерал-майоры по Адмиралтейству.
14 июля 1890 года произведён в чин генерал-лейтенанта с увольнением от службы. 2 сентября 1892 года принят на службу с чином тайного советника, с оставлением начальником училища. До апреля 1900 года исполнял обязанности начальника училища.
Умер 23 апреля 1900 года. Похоронен на Смоленском лютеранском кладбище в Санкт-Петербурге.

## Награды
- Орден Святого Станислава 3 степени (1859)
- Орден Святого Станислава 2 степени (1868)
- Орден Святой Анны 3 степени
- Орден Святой Анны 2 степени (1875)
- Орден Святого Владимира 3 степени (1880)
- Орден Святого Станислава 1 степени (1892)
- Орден Святой Анны 1 степени (1896)
- Медали

## Семья
- Отец — Дмитрий Гаврилович (1805 г.р.)
- Жена — Мария Владимировна (урождённая Линдстрём)
- Сын — Владимир (1866 −1937), в 1886 году окончил Николаевское кавалерийское училище, кадровый офицер-артиллерист Русской императорской армии, в 1899 — служил в Санкт-Петербургском Окружном артиллерийском управлении в чине штабс-капитана. В 1914 — на фронте в чине полковника, в 1918 — в Красной армии. После демобилизации работал на предприятиях Ленинграда. В марте 1935 — выслан в Оренбург, работал сторожем в инфекционной больнице. Осенью 1937 — арестован, приговорён к высшей мере наказания и 23 октября 1937 расстрелян. Реабилитирован в июле 1990 года[3].
- Сын — Фёдор (12.04.1879 — 1942). Он окончил Морской кадетский корпус и Санкт-Петербургский путейский институт, был награждён медалью за строительство моста лейтенанта Шмидта[4].
- Сын — Аркадий (1881—1916), коллежский советник, непременный член Тихвинской уездной землеустроительной комиссии[5].
- Дочь — Анна (1867—1953), жена капитана 1-го ранга Яворского С. П. командира крейсера «Страж», эмигрировал из России служил в Русской народной армии и ВСЮР.
- Дочь — Мария (1871 г.р.), была неизлечимо больна.
- Дочь — Елена (1874 г.р.) на 1900 год была замужем за французским подданным Габар.